# الحلف العربي
الحلف العربي هو حلف ضم المملكة المتوكلية اليمنية والمملكة العربية السعودية والمملكة العراقية، وقد أسس في 17 صفر 1357 هـ الموافق ليوم 28 نيسان\أبريل 1937 م.
انبثقت فكرة الحلف من العراق، وقد سبق تأسيس الحلف زيارات لوفود عراقية إلى مصر واليمن والسعودية منذ عام 1931، وربما قبل هذا التاريخ، فقد كان الحلف مقترح الملك فيصل بن الحسين ووزيره نوري السعيد.
وقد كانت من أهداف هذا الحلف الدفاع عن فلسطين، وقد كان للحلف دور بالاعتراض على تقرير لجنة بيل.
في سنة 1939، أصدرت طوابع بريدية في اليمن تحتفي بالذكرى الثانية لتأسيس الحلف العربي.